# Кашина Корнеана (Кремона)
Кашина Корнеана је насеље у Италији у округу Кремона, региону Ломбардија.
Према процени из 2011. у насељу је живело 22 становника. Насеље се налази на надморској висини од 107 м.